# Aegus pusillus
Aegus pusillus es una especie de coleóptero de la familia Lucanidae.

## Distribución geográfica
Habita en Nueva Guinea y Japón.